# アクアーラ
アクアーラ（伊: Aquara）は、イタリア共和国カンパニア州サレルノ県にある、人口約1,500人の基礎自治体（コムーネ）。

## 地理

### 位置・広がり

#### 隣接コムーネ
隣接するコムーネは以下の通り。
- ベッロズグアルド
- カステル・サン・ロレンツォ
- カステルチーヴィタ
- フェリット
- オッターティ
- ロッカダスピデ